# Сулори
Сулори (груз. სულორი) — село в Грузии, на территории Ванского муниципалитета края (мхаре) Имеретия.

## География
Село находится в западной части Грузии, на берегах реки Сулори, на расстоянии приблизительно 5 километров (по прямой) к юго-востоку от города Вани, административного центра муниципалитета. Абсолютная высота — 259 метров над уровнем моря.

## Население
По результатам официальной переписи населения 2014 года, в Сулори проживало 702 человека (355 мужчин и 347 женщин). В национальной структуре населения грузины составляли 100 %.
| Год  | Население, человек |
| ---- | ------------------ |
| 2002 | 1125               |
| 2014 | ↘ 702              |